# Paul Alfred Weiss
Pour les articles homonymes, voir Weiss.
Cet article possède un paronyme, voir Paul Weiss.
Paul Alfred Weiss, né le 21 mars 1898 à Vienne (Autriche) et mort le 8 septembre 1989 à White Plains (État de New York, États-Unis), est un biologiste austro-américain réputé pour ses travaux en embryologie expérimentale et en neurobiologie.

## Biographie
Paul Weiss se marie à Maria Helen Blaschka en 1926. Il émigre aux États-Unis en 1931, et acquiert la nationalité américaine en 1939. À la suite d'une dépression nerveuse il est hospitalisé à White Plains dans l'État de New York en 1978. C'est là qu'il décède en 1989.

## Œuvres
- (en) Benjamin H. Willier, Paul A. Weiss et Viktor Hamburger (éds), Analysis of Development, Philadelphie, W.B. Saunders Company, 1955, 735 p. (OCLC 490096232).
- L'archipel scientifique : Études sur les fondements et les perspectives de la science (trad. de l'anglais par Jacques Rambaud), Paris, Maloine, coll. « Recherches interdisciplinaires », 1974, 264 p. (ISBN 2-224-00119-3).Recueil d'articles.